# Richard Ridings
Richard Ridings (* 19. September 1958 in Henley-on-Thames) ist ein britischer Schauspieler.

## Leben und Wirken
Er besuchte die Schauspielschule in Bristol.
Richard Ridings gehörte zur Besetzung im Film Johanna von Orleans (1999). Er spielte eine Rolle in Der Pianist., hatte die Rolle des Silas in der Fernsehserie Highlander. und spielte den Affen Buck in Planet der Affen: Prevolution.
Er ist die Stimme von Papa Wutz in Peppa Wutz. In Enslaved: Odyssey to the West übernahm er die englische Synchronisation von Pigsy.

## Persönliches
Seine Tochter ist die Sängerin Freya Ridings.

## Filmografie (Auswahl)
- 1986: Clockwise – Recht so, Mr. Stimpson (Clockwise)
- 1986: Dempsey & Makepeace (Fernsehserie, 1 Folge)
- 1987: Das vierte Protokoll (The Fourth Protocol)
- 1987: Matlock (Fernsehserie, 1 Folge)
- 1988: Falsches Spiel mit Roger Rabbit (Who Framed Roger Rabbit)
- 1988–2008: Casualty (Fernsehserie, 5 Folgen)
- 1989: The Bill (Fernsehserie, 1 Folge)
- 1989: Erik, der Wikinger (Erik the Viking)
- 1991, 1993: Red Dwarf (Fernsehserie, 2 Folgen)
- 1992: Die Abenteuer des jungen Indiana Jones (The Young Indiana Jones Chronicles, Fernsehserie, 1 Folge)
- 1993: Der Aufpasser (Minder, Fernsehserie, 1 Folge)
- 1994: Heartbeat (Fernsehserie, 1 Folge)
- 1996: Sturm in den Weiden (The Wind in the Willows)
- 1997: Highlander (Fernsehserie, 2 Folgen)
- 1997: Wilde Kreaturen Fierce Creatures
- 1999: Johanna von Orleans (The Messenger: The Story of Joan of Arc)
- 2000: Randall & Hopkirk – Detektei mit Geist (Randall & Hopkirk (Deceased), Fernsehserie, 1 Folge)
- 2000: Relic Hunter – Die Schatzjägerin (Relic Hunter, Fernsehserie, 1 Folge)
- 2002: Der Pianist (The Pianist)
- 2003: Lara Croft: Tomb Raider – Die Wiege des Lebens (Lara Croft Tomb Raider: The Cradle of Life)
- 2004–2019: Peppa Wutz (Fernsehserie, 121 Folgen, Stimme)
- 2005: Brothers Grimm
- 2005: Coronation Street (Fernsehserie, 3 Folgen)
- 2005: New Tricks – Die Krimispezialisten (New Tricks, Fernsehserie, 1 Folge)
- 2005: Oliver Twist
- 2006: Amazing Grace
- 2007: Geheimnis um Rom (Roman Mysteries, Fernsehserie, 8 Folgen)
- 2008:  Richard Hasenfuß – Held in Chucks (Faintheart)
- 2009: Creation
- 2009: Merlin – Die neuen Abenteuer (Merlin, Fernsehserie, 1 Folge)
- 2009–2012: Ben & Hollys kleines Königreich (Ben and Holly’s Little Kingdom, Fernsehserie, 21 Folgen, Stimme)
- 2011: Doctors (Fernsehserie, 1 Folge)
- 2011: Planet der Affen: Prevolution (Rise of the Planet of the Apes)
- 2013: Der Medicus
- 2013–2014: Q Pootle 5 (Fernsehserie, 49 Folgen, Stimme)
- 2014: Borgia (Fernsehserie, 1 Folge)
- 2016: Shakespeare für Anfänger (The Carer)
- 2025: Ein Tearaway Unfolded-Film (A Tearaway Unfolded Movie)